# Plaza Luxardo
Plaza Luxardo é uma comuna da província de Córdoba, na Argentina.